# ألامينوس (الفلبين)
ألامينوس (بالإنجليزية: City of Alaminos )‏ هي مدينة في الفلبين، تتبع بانغاسينان، بلغ عدد سكانها 89,708  نسمة في 2015، تبلغ مساحتها 164.26 كيلومتر مربع، رمزها البريدي هو 2404.

## الموقع
تشترك في الحدود مع:
- Anda, Pangasinan [الإنجليزية]‏
- Mabini, Pangasinan [الإنجليزية]‏
- Sual [الإنجليزية]‏.

## المناخ
يظهر الجدول التالي التغييرات المناخية على مدار السنة لألامينوس:
| البيانات المناخية لـألامينوس      | البيانات المناخية لـألامينوس | البيانات المناخية لـألامينوس | البيانات المناخية لـألامينوس | البيانات المناخية لـألامينوس | البيانات المناخية لـألامينوس | البيانات المناخية لـألامينوس | البيانات المناخية لـألامينوس | البيانات المناخية لـألامينوس | البيانات المناخية لـألامينوس | البيانات المناخية لـألامينوس | البيانات المناخية لـألامينوس | البيانات المناخية لـألامينوس | البيانات المناخية لـألامينوس |
| الشهر                             | يناير                        | فبراير                       | مارس                         | أبريل                        | مايو                         | يونيو                        | يوليو                        | أغسطس                        | سبتمبر                       | أكتوبر                       | نوفمبر                       | ديسمبر                       | المعدل السنوي                |
| --------------------------------- | ---------------------------- | ---------------------------- | ---------------------------- | ---------------------------- | ---------------------------- | ---------------------------- | ---------------------------- | ---------------------------- | ---------------------------- | ---------------------------- | ---------------------------- | ---------------------------- | ---------------------------- |
| متوسط درجة الحرارة الكبرى °م (°ف) | 31 (88)                      | 31 (88)                      | 33 (91)                      | 34 (93)                      | 34 (93)                      | 33 (91)                      | 32 (90)                      | 31 (88)                      | 31 (88)                      | 32 (90)                      | 31 (88)                      | 31 (88)                      | 32 (90)                      |
| متوسط درجة الحرارة الصغرى °م (°ف) | 21 (70)                      | 21 (70)                      | 23 (73)                      | 25 (77)                      | 25 (77)                      | 25 (77)                      | 25 (77)                      | 24 (75)                      | 24 (75)                      | 24 (75)                      | 23 (73)                      | 22 (72)                      | 24 (74)                      |
| معدل هطول الأمطار مم (إنش)        | 4.3 (0.17)                   | 19.1 (0.75)                  | 27.3 (1.07)                  | 45.2 (1.78)                  | 153.3 (6.04)                 | 271.3 (10.68)                | 411.1 (16.19)                | 532 (20.9)                   | 364.4 (14.35)                | 182.5 (7.19)                 | 56.3 (2.22)                  | 24.4 (0.96)                  | 2٬091٫2 (82.3)               |
| متوسط الأيام الممطرة              | 3                            | 2                            | 3                            | 5                            | 14                           | 17                           | 22                           | 23                           | 21                           | 13                           | 7                            | 4                            | 134                          |
| المصدر: World Weather Online      |                              |                              |                              |                              |                              |                              |                              |                              |                              |                              |                              |                              |                              |

## معرض صور

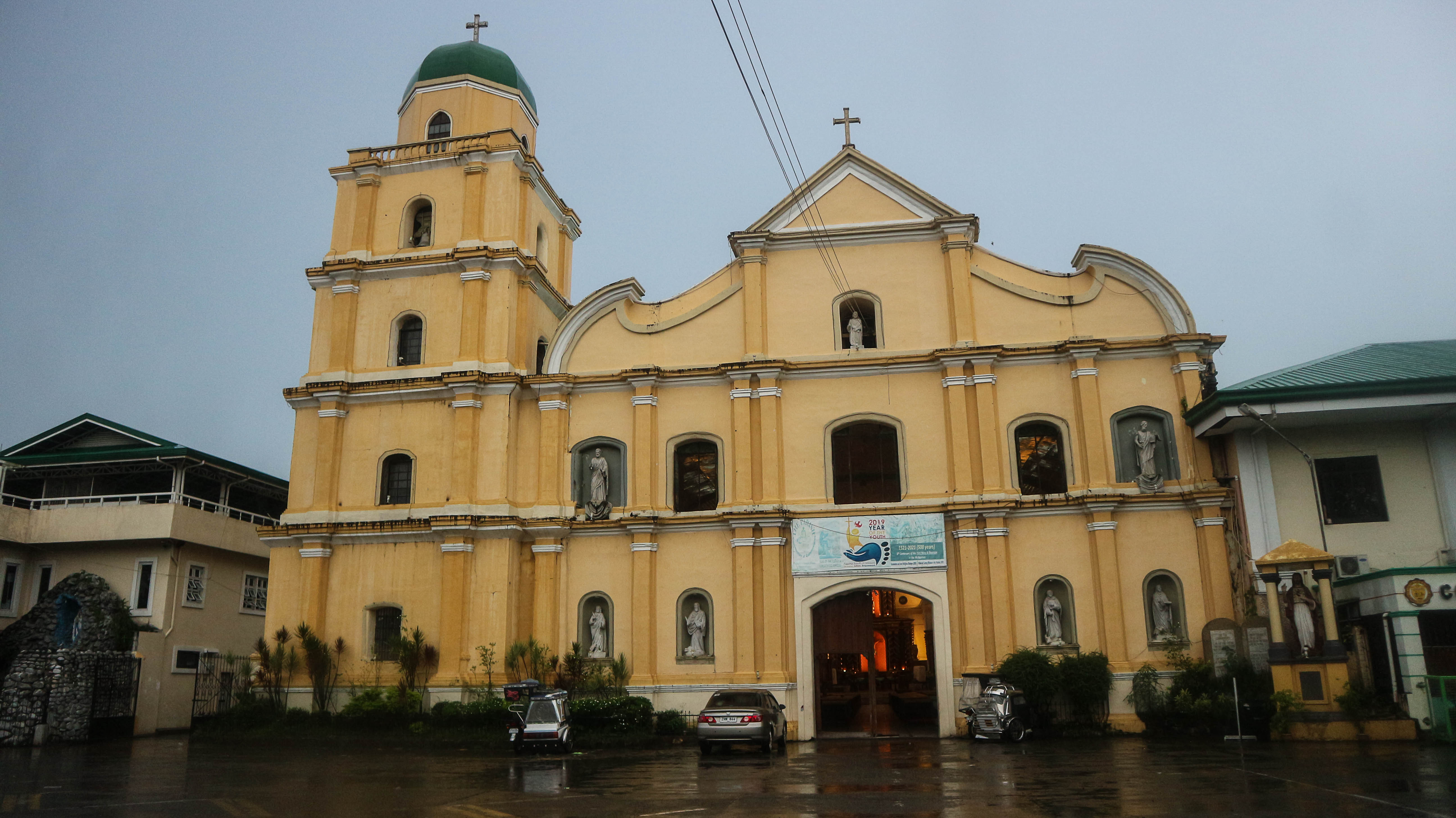
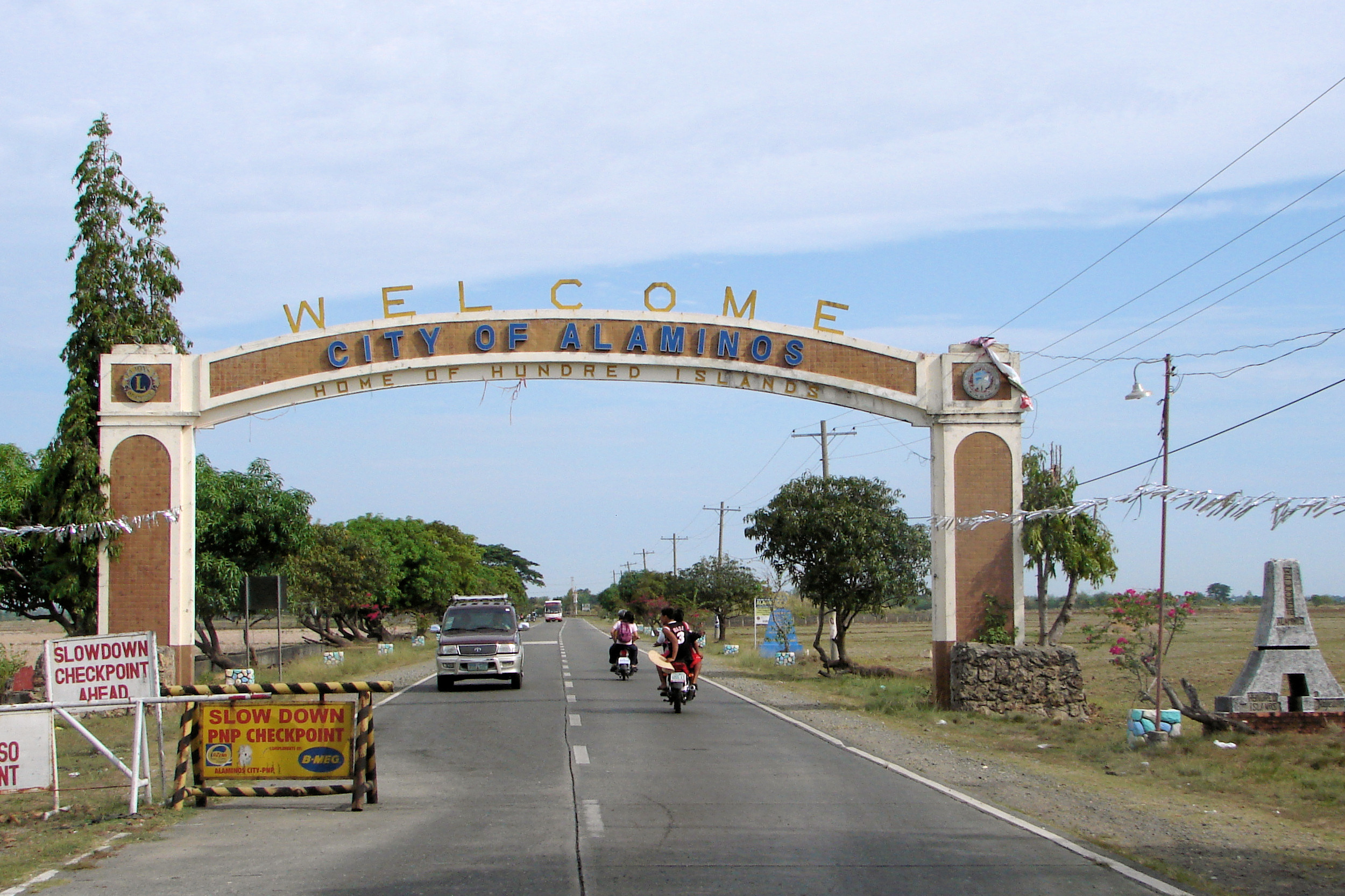
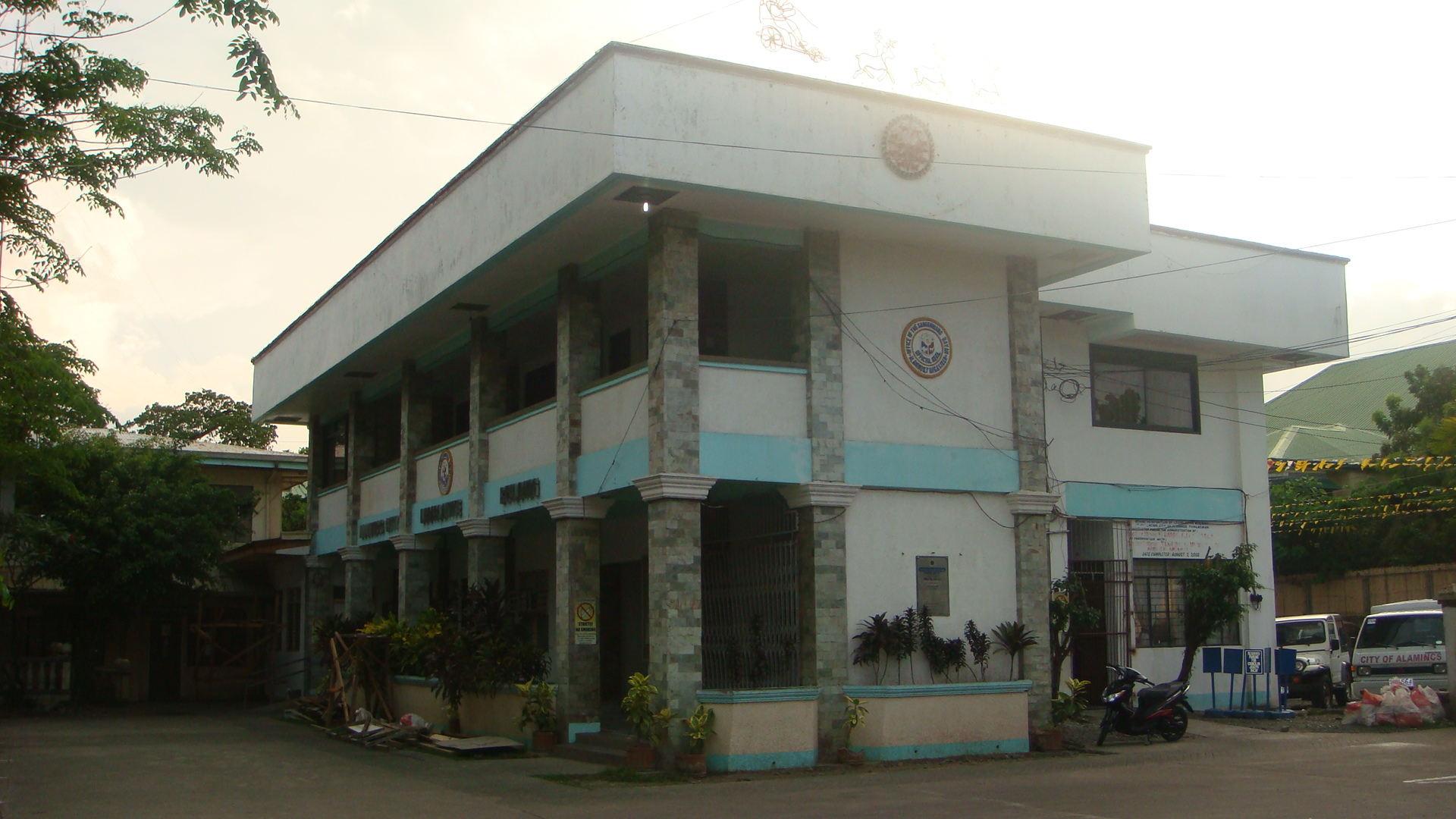
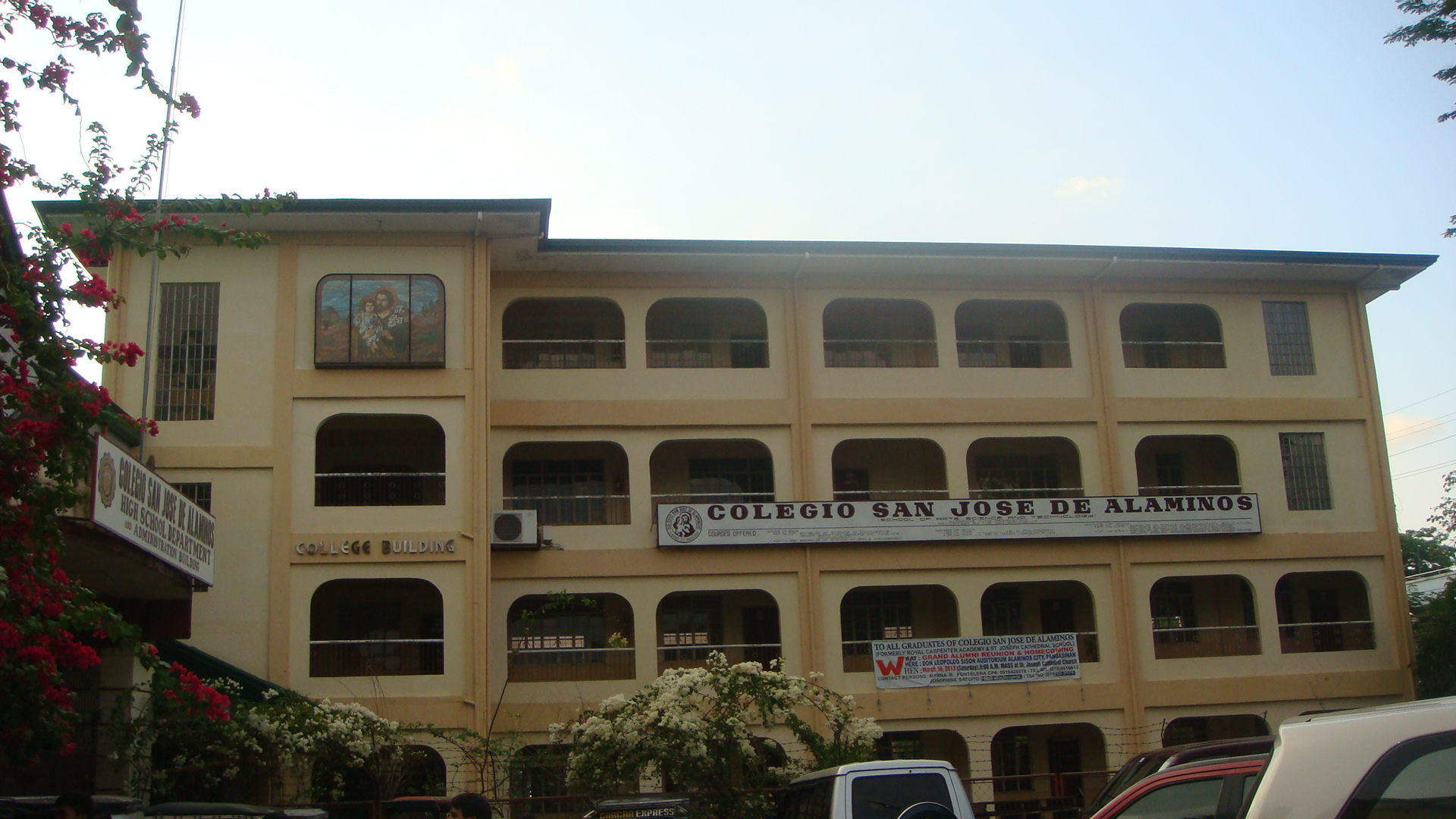
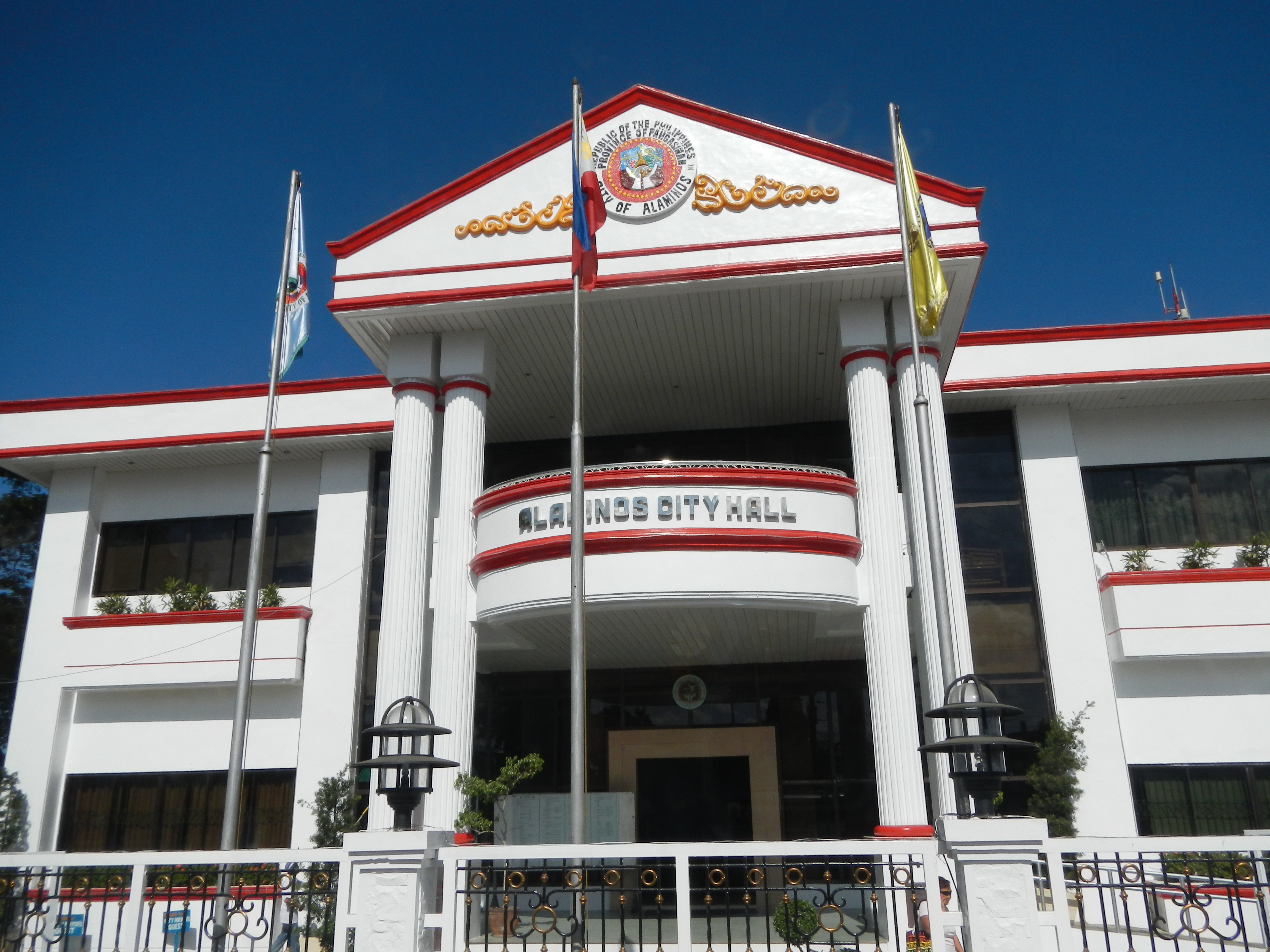

## أعلام
- لوردي توجادي